# Євдом
Євдом — передмістя на південному заході Константинополя, розташоване за сім римських миль від центру міста , тобто за 4 км від Золотих воріт Константинополя у напрямку Егнатієвої дороги на березі Мармурового моря . У Євдомі було розташовано значна кількість важливих для Візантійської імперії споруд. Всі ці пізньоантичні споруди сильно постраждали від арабів в 674-677 роках, потім під час облоги Константинополя в 717-718 роках і під час вторгнення болгарського хана Крума в 813 році. При Василії I Македонянині (867-886) були проведені масштабні реставраційні роботи. В X столітті, згідно з відомостями Костянтина Порфірородного, Євдом повернув собі колишнє значення як місце імператорських урочистостей. З його докладних описів в трактаті «Про церемонії» відомо, що там в IV-X століттях часто відбувалися коронації візантійських імператорів, звідти починалися тріумфальні процесії в сторону золотих воріт столиці. До 1921 року тут знаходився грецький присілок Макрохорі, в ХХІ сторіччі став районом Бакиркей Стамбула.
Після падіння Візантії місце розташування Евдому було забуто, і французький мандрівник П'єр Жиль, який відвідав Константинополь в середині XVI століття розтшовував його у домінуючих над Влахернами пагорбах. Його думка ґрунтувалося на тому, що ніяка місцевість, яка називається передмістям, не може перебувати за сім миль від міста . Для того, щоб узгодити з цією теорією відомі йому відомості Созомена про те, що імператор Феодосій I «досягнувши сьомої милі, він молився Богу в тамтешній церкві, яку збудував на честь Іоанна Хрестителя », Жилю довелося припустити, що слово «сім» не відноситься ні до віддалі, а до номера, під яким було відомо це передмісті . Відповідно, на думку Жиля, побудована церква перебувала на відстані однієї милі. Оскільки будівля церкви відносилися до періоду до спорудження стін Феодосія, Жиль відраховував відстань від більш ранніх стін Костянтина. Відповідні руїни він знайшов на Шостому пагорбі біля палацу  Богдан-серай. Французький візантиніст XVII століття Шарль Дюканжа, хоча і не міг визнати вірним екзотичне тлумачення Жиля вираження «сьома миля», допускав, що після спорудження Феодосієвих стін значна частина передмістя могла потрапити в межі міста, в тому числі і Євдом, що простягнувся від сьомої милі до міських стін. При цьому він відкидав запропоновану Жилем локалізацію церкви Іоанна Хрестителя, оскільки, за даними Костянтина Порфірородного, вона в X столітті перебувала за міськими стінами. В цілому Дюканжа поділяв подив Жиля про те, як передмістя міг бути настільки видаленим. Як додатковий аргумент він вказував на незручність, в іншому випадку, відомих з джерел процесій з міста до Кампусу і дивиний вибір такого місця для встановлення облоги міста, як це відомо для аварів . Дюканжа, надаючи питання про розташування Евдому велике значення, присвятив йому спеціальний трактат, який потім неодноразово перевидавався .

## Будівлі

### Палаци і громадські будівлі
Магнаврський палац в Євдомі, що носить ту ж назву, що і одна із споруд Великого константинопольського палацу, був побудований при Маркіані (450-457). Згідно трактату «Про церемонії», в ньому сенат урочисто зустрічав що поверталися з переможних походів імператорів, після чого починалося тріумфальний хід до собору Святої Софії. Положення палацу встановлюється на підставі вказівки Феофана Сповідника про напад арабського флоту в 673 році  Згадуваний в цьому повідомленні «західний мис» ідентифікується з мисом, що розташовувався на схід від заснованого в XVI столітті порохового заводу. У цьому палаці перед смертю в 582 році імператор Тиберій II, скликавши представників духовенства, армії і народу, «наказав винести себе на своєму ложі в палацову залу під відкритим небом, з'єднану з вистеленим килимами приміщенням палацу блискучим вестибюлем і прославленим входом» і в цій обстановці проголосив імператором Маврикія . Тут же Тиберій і помер 14 серпня того ж року .
При Юстиніані I в Евдомі на березі був побудований ще один палац, Jucundianæ або Secundianæ. У своєму панегірику цього імператору «Про споруди» сучасник будівництва Прокопій Кесарійський обмежується наступним описом цієї споруди: «Досить буде сказати, що це були справжні палаци; при їх створенні був присутній та їх будівництвом особисто керував імператор Юстиніан; не було тут нічого упущено з уваги, крім грошей. Велике кількість їх витрачено більше, ніж це можна висловити словами». Можливо, назва палацу пов'язана з ім'ям родича імператора Анастасія консула 511 року Флавія Секундіна . Перед палацом стояла статуя Юстііана, встановлена на перенесену з форуму Костянтина порфірову колону. Ця колона була зруйнована землетрусом 577 року .
У то же царювання були побудовані форуми, портики та лазні . У цьому районі відомо 5 критих цистерн і кілька відкритих, в тому числі одна з найбільших у Константинополі Євдомська цистерна, також відома як цистерна Філд, розміром 127 на 76 метрів .

### Фортеці
Були побудовані дві вежі: на заході дав.-гр. Στρογγύλον Καστέλλιον або дав.-гр. Κυκλόβιον (Кікловіа, «Кругла фортеця» - названа так «згідно з формою цього укріплення» ) і  Theodosianæ  на сході, в якій розміщувалися казарми елітної варти Theodosiani. Згадана Феофаном Сповідником через навалу аварів фортеця Кікловіа (Кіклобіон) була розташована приблизно за 2½ милі від Золотих воріт і була настільки тісно пов'язана з Євдомом, що часто все передмістя називалося по її назві. Також, якщо Іоанн Антіохійський, пишучі про флот Іраклія I, називає Євдом, у  Пасхальній хроніці як географічний орієнтир називає Круглу фортецю. Ймовірно, фортеця була розташована у сучасному районі Стамбула Зейтінбурну . Фортеця Кіклобіон входила в ланцюг берегових укріплень. За правління Юстиніана I вона, в числі багатьох інших, була відремонтована і сполучена хорошою дорогою з іншою фортецею Регіем (район Кючук-Чекмедже Стамбула). Гарнізони цих та інших найближчих до Константинополя фортець були викликані Юстиніаном до столичних військ для придушення повстання Ніка .

### Церкви
Церковні джерела стверджують, що присвячена євангелісту Іоанну церква була споруджена у Євдомі вже при Костянтині Великому. Навіть якщо це не так, то її існування до 400 року вважається достовірним — вона згадується через заколот Гайни, в ній відслужив месу Єпіфаній Кіпрський. Трохи пізніше у цій церкві єгипетські монахи, звані «довгими братами», передали петицію імператорському подружжю проти своїх супротивників. Потім церква не згадується в джерелах до середини IX століття, коли вона, разом з іншими, була реставрована. З цією церквою був тісно пов'язаний існувавший в Євдомі монастир, але до першої чверті XI століття про його мешканців відомі тільки поодинокі згадування. За повідомленням арабського історика Ях'ї Антіохійського, за декілька днів до своєї смерті імператор Василій II Болгаробійця попросив свого брата Костянтина VIII поховати себе «ні з царями, а щоб могила його була у маленькому монастирі, який він визначив і назвав, іменем св. Іоанна Євангеліста, за Константинополем, і щоб йому там спочивати разом зі мандрівниками» . Далі євдомський монастир згадується в 1074 році як основне джерело добробуту могутнього при імператорі Михайла VII євнуха Никифориці . Декілька років по тому цей дар був відібраний Никифором Вотаніатом і переданий вдові Михайла VIII Марії та її синові Костянтину. Ймовірно, існувала традиція 8 травня відзначати у церкві Іоанна Євангеліста свято цього апостола, повідомлення про такі події відомі в 452 і 1081 роках .
Достеменно відомо, що до кінця латинської окупації церква і монастир були повністю зруйновані, що відомо з розповіді Георгія Пахимера про виявлення розкритої могили Василя II в 1260 році. Напис, зроблений на саркофазі Василя II, відомий завдяки виявленої Шарль Дюканжа рукопису. В 1914 році Теодор Макріді виявив в районі села Макрікей величну підземну гробницю, що можливо, належить Василю II . Після цього часу згадок про цю церкву невідомо . В ході розкопок 1920-1921 років між вокзалом Макрикей і турецьким кладовищем була виявлена мозаїчна підлога, що належить церкві базилікального плану. Неподалік були виявлені залишки п'яти з восьми стін восьмикутної споруди. На думку керівника розкопок Т. Макріді, перші руїни належали церкві Іоанна Євангеліста, а другі - церкві Іоанна Хрестителя. Ця думка ґрунтувалося на візантійських джерелах, згідно з якими одна з церков була у формі базиліки, інша - мартиріуму .
При Феодосії I спеціально для розміщення черепа Іоанна Предтечі був побудований храм , освячений 12 березня 392 року. Ймовірно, це був найстаріший з декількох десятків константинопольських храмів, присвячених цьому святому. До VI століття вихідна церква була зруйнована, і Юстиніан I наказав на цьому місці побудувати нову, за зразком собору на честь архангела Михаїла в Анаплі. Відповідно до опису Прокопія Кесарійського, храм в Евдомі «оточує кругла галерея, що переривається лише на східній його частині. Посередині знаходиться храм, сяючий міріадами відтінків різнокольорових каменів. Стеля храму у вигляді купола здіймається високо у небо. Хто б гідним чином міг все перерахувати і розповісти про високі, що йдуть в висоті, як би по повітрю, галереї цієї будови, про внутрішні покої, про красу мармурів, якими всюди покриті і стіни і підлога? Понад те величезне і кількість золота, всюди розлитого по храму, як би зрослого з ним ». На думку французького фахівця з історії і топографії Константинополя Раймон Жанена, малоймовірно, щоб храм, який тривалий час був місцем коронації імператорів, прийшов в такий занепад, щоб його було потрібно повністю перебудовувати . До IX століття від собору залишилися тільки стіни, і при Василі I собор був відреставрований. З кінця IX століття храм щорічно 5 червня стає місцем святкування чудесного порятунку від варварської навали, коли «здавалося, що все населення буде конче забите або полонено». Процесія на чолі з патріархом виходила з Золотих воріт, проходила через поле Трибуналу. Урочистості завершувалися молебнем у храмі Іоанна Хрестителя . Після згаданої вище церемонії на честь Василя I і його сина цей храм більше у візантійських джерелах не згадується .
Крім цих двох головних храмів, в джерелах згадується ще п'ять євдомських церков:
- На честь мучениці Феодотії [28], яка прийняла смерть у Нікеї разом зі своїми дітьми під час правління Діоклетіана. Храм був побудований при Юстиніані I. Точне розташування церкви невідомо [29];
- Побудована, згідно Феодор Читець, під час правління імператора Аркадія (395-408) і при патріархові Аттику (406-425), тобто приблизно в 406-408 роках, церква для зберігання мощей пророка Самуїла. Ця церква була зруйнована під час сильного землетрусу 14 грудня 557 року і, ймовірно, не була відновлена, оскільки більш не згадується в джерелах [30];
- На честь мучеників Веніаміна, Бенії та Бенаії (пам'ять 29 або 30 липня). Їх походження і час мучеництва невідомі. Храм розташовувався поблизу від імператорського палацу [31];
- На честь святих Міни і Міная [32]. Про цю церкву нічого не відомо, і ніяких її слідів не збереглося [33];
- На честь святого Вавіли у дав.-гр. ἐν τοῖς Σαλλουστίου. Не відомо, чи мається на увазі той мученик Вавила, який був учителем у Нікомедії, похованим разом з тілами його 84 учнів у північній частині Візантія, або ж єпископ Святий Вавила. У трактаті «Про церемонії» ця церква називається «немовлят» (дав.-гр. τῶν Νηπίων) [34].